# Петропавловский (Башкортостан)
Петропа́вловский (баш. Петропавловский) — деревня в Хайбуллинском районе Башкортостана, входит в Уфимский сельсовет.

## Географическое положение
Находится возле Матраевского водохранилища.
Расстояние до:
- районного центра (Акъяр): 45 км,
- центра сельсовета (Уфимский): 18 км,
- ближайшей ж/д станции (Сибай): 108 км.

## Население
| 2002 | 2010 |
| ---- | ---- |
| 207  | ↗232 |

Национальный состав
Согласно переписи 2002 года, преобладающая национальность — башкиры (93 %).

## Религия
В деревне есть мечеть.